# Quinn Cook
Quinn Alexander Cook (Washington, 23 marzo 1993) è un cestista statunitense.

## Carriera

### High school
Ha frequentato e giocato presso la DeMatha Catholic High School di Hyattsville, nel Maryland. Durante l'estate prima della sua stagione da senior, Cook annunciò che si sarebbe trasferito alla Oak Hill Academy a Mouth of Wilson, Virginia, decidendo di seguire le orme della grande tradizione dei playmaker della Oak Hill Academy, che include William Avery, Steve Blake, Brandon Jennings, Ty Lawson, Rajon Rondo, Isaiah Swann, Nolan Smith, Rod Strickland e Marcus Williams.
È stato invitato a giocare nella quinta edizione annuale del Boost Mobile Elite 24 prima della sua stagione da senior, unendosi ai futuri compagni di squadra della Duke University Austin Rivers, Alex Murphy e Michael Gbinije.
Dopo la sua stagione da senior presso la Oak Hill Academy, fu inserito nel Second Team All-American da Maxpreps, oltra a partecipare al McDonald's All-American Game del 2011.

### College
Dichiarò il suo intento di giocare per la Duke University il 4 novembre 2010; preferendola rispetto alle altre università di Villanova, UCLA e quella del North Carolina. Il suo annuncio venne trasmesso in diretta su ESPNU.
Anche se era previsto un tour in Cina e a Dubai, fu costretto a saltare tutte e quattro le partite di esibizione a causa di un persistente infortunio al ginocchio che subì durante l'estate prima del suo anno da matricola. Il debutto di Cook con i Blue Devils è datato 14 ottobre 2011, all'annuale Countdown to Craziness di Duke, dove segnò 7 punti e servì 2 assist nella sua prima partita come "Blue Devil". Il massimo della carriera registrato da Cook durante la stagione da matricola fu contro l'UNC Greensboro, dove segnò ben 14 punti il 19 dicembre 2011.
Nella stagione 2014-15, riuscì a laurearsi campione NCAA, con una media di 15,3 punti e 2,6 assist a partita.

## Statistiche
| † | Denota le stagioni in cui ha vinto il titolo |

### NCAA
| Anno       | Squadra          | PG  | PT | MP   | TC%  | 3P%  | TL%  | RP  | AP  | PRP | SP  | PP   |
| ---------- | ---------------- | --- | -- | ---- | ---- | ---- | ---- | --- | --- | --- | --- | ---- |
| 2011-2012  | Duke Blue Devils | 33  | 4  | 11,7 | 40,5 | 25,0 | 77,6 | 1,0 | 1,9 | 0,4 | 0,1 | 4,4  |
| 2012-2013  | Duke Blue Devils | 36  | 34 | 33,6 | 41,6 | 39,3 | 87,7 | 3,8 | 5,3 | 1,4 | 0,1 | 11,7 |
| 2013-2014  | Duke Blue Devils | 35  | 22 | 29,8 | 43,5 | 37,1 | 83,8 | 2,2 | 4,4 | 1,3 | 0,0 | 11,6 |
| 2014-2015† | Duke Blue Devils | 39  | 39 | 35,8 | 45,3 | 39,5 | 89,1 | 3,4 | 2,6 | 1,0 | 0,0 | 15,3 |
| Carriera   | Carriera         | 143 | 99 | 28,2 | 43,3 | 37,5 | 85,6 | 2,7 | 3,6 | 1,1 | 0,1 | 11,0 |

#### Massimi in carriera
- Massimo di punti: 27 (2 volte)[7]
- Massimo di rimbalzi: 10 vs. Pittsburgh (19 gennaio 2015)
- Massimo di assist: 14 vs. Wake Forest (5 maggio 2013)
- Massimo di palle rubate: 8 UCLA (19 dicembre 2013)
- Massimo di stoppate: 1 (9 volte)
- Massimo di minuti giocati: 45 (2 volte)

### NBA

#### Regular season
| Anno       | Squadra             | PG  | PT | MP   | TC%  | 3P%  | TL%   | RP  | AP  | PRP | SP  | PP  |
| ---------- | ------------------- | --- | -- | ---- | ---- | ---- | ----- | --- | --- | --- | --- | --- |
| 2016-2017  | Dallas Mavericks    | 5   | 0  | 15,4 | 44,0 | 35,7 | 0,0   | 0,6 | 2,4 | 0,2 | 0,0 | 5,4 |
| 2016-2017  | N.O. Pelicans       | 9   | 0  | 12,3 | 53,7 | 50,0 | 66,7  | 0,4 | 1,6 | 0,3 | 0,0 | 5,8 |
| 2017-2018† | G.S. Warriors       | 33  | 18 | 22,4 | 48,4 | 44,2 | 88,0  | 2,5 | 2,7 | 0,4 | 0,0 | 9,5 |
| 2018-2019  | G.S. Warriors       | 74  | 10 | 14,3 | 46,5 | 40,5 | 76,9  | 2,1 | 1,6 | 0,3 | 0,0 | 6,9 |
| 2019-2020† | L.A. Lakers         | 44  | 1  | 11,5 | 42,5 | 36,5 | 78,6  | 1,2 | 1,1 | 0,3 | 0,0 | 5,1 |
| 2020-2021  | L.A. Lakers         | 16  | 0  | 3,9  | 46,2 | 38,5 | 80,0  | 0,3 | 0,3 | 0,1 | 0,1 | 2,1 |
| 2020-2021  | Cleveland Cavaliers | 7   | 0  | 13,6 | 40,5 | 46,2 | 100,0 | 1,7 | 1,9 | 0,4 | 0,0 | 6,1 |
| Carriera   | Carriera            | 188 | 29 | 14,1 | 46,1 | 40,8 | 79,5  | 1,7 | 1,6 | 0,3 | 0,0 | 6,4 |

#### Play-off
| Anno     | Squadra       | PG | PT | MP   | TC%  | 3P%  | TL%   | RP  | AP  | PRP | SP  | PP  |
| -------- | ------------- | -- | -- | ---- | ---- | ---- | ----- | --- | --- | --- | --- | --- |
| 2018†    | G.S. Warriors | 17 | 0  | 10,3 | 44,8 | 22,6 | 82,4  | 1,4 | 0,6 | 0,2 | 0,1 | 4,8 |
| 2019     | G.S. Warriors | 17 | 0  | 11,4 | 40,8 | 32,4 | 100,0 | 1,1 | 0,7 | 0,2 | 0,1 | 4,2 |
| 2020†    | L.A. Lakers   | 6  | 0  | 4,0  | 50,0 | 50,0 | 100,0 | 0,2 | 0,8 | 0,0 | 0,0 | 2,2 |
| Carriera | Carriera      | 40 | 0  | 9,8  | 42,9 | 29,0 | 86,4  | 1,1 | 0,7 | 0,2 | 0,1 | 4,1 |

#### Massimi in carriera
- Massimo di punti: 30 vs. Milwaukee Bucks (29 marzo 2018)[8]
- Massimo di rimbalzi: 8 (2 volte)
- Massimo di assist: 8 (2 volte)
- Massimo di palle rubate: 3 (2 volte)
- Massimo di stoppate: 1 (10 volte)
- Massimo di minuti giocati: 40 vs Sacramento Kings (16 marzo 2018)

### G League

#### Regular Season
| Anno      | Squadra        | PG  | PT  | MP   | TC%  | 3P%  | TL%  | RP  | AP  | PRP | SP  | PP   |
| --------- | -------------- | --- | --- | ---- | ---- | ---- | ---- | --- | --- | --- | --- | ---- |
| 2015-2016 | Canton Charge  | 43  | 37  | 33,8 | 46,6 | 38,2 | 86,3 | 3,9 | 5,4 | 1,2 | 0,0 | 19,6 |
| 2016-2017 | Canton Charge  | 39  | 38  | 38,5 | 47,5 | 37,2 | 89,5 | 4,1 | 6,7 | 1,1 | 0,1 | 26,0 |
| 2017-2018 | S.C. Warriors  | 29  | 29  | 35,9 | 52,7 | 43,9 | 94,9 | 4,6 | 8,1 | 0,9 | 0,3 | 25,3 |
| 2021-2022 | Stockton Kings | 11  | 8   | 35,3 | 51,8 | 44,0 | 87,5 | 4,9 | 5,9 | 0,6 | 0,1 | 23,5 |
| Carriera  | Carriera       | 122 | 112 | 35,9 | 48,9 | 39,9 | 89,6 | 4,2 | 6,5 | 1,1 | 0,1 | 23,3 |

#### Playoffs
| Anno     | Squadra       | PG | PT | MP   | TC%  | 3P%  | TL%  | RP  | AP  | PRP | SP  | PP   |
| -------- | ------------- | -- | -- | ---- | ---- | ---- | ---- | --- | --- | --- | --- | ---- |
| 2016     | Canton Charge | 4  | 4  | 36,3 | 51,4 | 34,6 | 90,0 | 4,8 | 7,3 | 1,5 | 0,3 | 23,5 |
| Carriera | Carriera      | 4  | 4  | 36,3 | 51,4 | 34,6 | 90,0 | 4,8 | 7,3 | 1,5 | 0,3 | 23,5 |

## Palmarès
- Campionato NBA:  2

Golden State Warriors: 2018
Los Angeles Lakers: 2020
- McDonald's All-American Game (2011)
- Campione NCAA (2015)
- NBA Development League Rookie of the Year Award (2016)
- All-NBDL First Team (2017, 2018)
- All-NBDL Third Team (2016)
- All-NBDL All-Rookie First Team (2016)